# Welcome to Sweden
Welcome to Sweden est une série télévisée suédoise, en langue anglaise et suédoise, créée par Greg Poehler et diffusée du 21 mars 2014 au 3 juin 2015 sur TV4 ainsi qu'aux États-Unis du 10 juillet 2014 au 26 juillet 2015 sur le réseau NBC et au Canada, la première saison sur The Comedy Network.
Cette série est inédite dans tous les pays francophones.

## Synopsis
La série suit Bruce, comptable à New York, déménageant avec sa petite amie Emma dans son pays natal, la Suède, et leurs folles aventures avec sa drôle de famille.

## Distribution
- Greg Poehler (en) : Bruce Evans
- Josephine Bornebusch : Emma Wiik
- Lena Olin : Viveka Börjesson, mère d'Emma
- Claes Månsson : Birger Wiik, père d'Emma
- Christopher Wagelin (sv) : Gustaf Wiik, frère d'Emma (18 épisodes)

### Acteurs récurrents
- Per Svensson (sv) : Bengt Wiik, oncle d'Emma (8 épisodes)
- Illeana Douglas : Nancy, mère de Bruce (6 épisodes)
- Basim Sabah Albasim : Hassan (5 épisodes)
- Magnus Mark (sv) : Olaf, patron d'Emma (5 épisodes)
- Patrick Duffy : Wayne Evans, père de Bruce (4 épisodes)

### Invités
saison 1 seulement
- Jan Mybrand (sv) : Customs Agent (épisode 1)
- Jonas Karlsson : Immigration Officer (épisode 3)
- Madeleine Martin : Girl in Café (épisodes 4 et 7)
- Sten Elfström (sv) : Employment Officer (épisode 4)
- Ingela Olsson (sv) : Woman in Driving School (épisode 4)
- Filip Berg (sv) : Bartender (épisode 4)
- Mats Andersson (sv) : Sixten (épisode 4)
- Hanna Alström : Anna (épisode 5)
- Claudia Galli : Lisa (épisode 5)
- Peter Viitanen (sv) : Peo (épisode 5)
- Ulla Skoog (sv) : Louise (épisode 8)
- Ann Petrén : Therapist (épisode 10)
- Matt Oberg (en) : Man at Airport (épisode 10)

saison 2 seulement
- Neve Campbell : Diane (épisodes 1, 6 à 8)
- Linda Källgren (sv) : Jeweler (épisode 1)
- Claes Ljungmark : Hans (épisodes 2 et 7)
- Rachel Mohlin (sv) : Cecilia (épisodes 3 et 10)
- Charlie Gustafsson (sv) : Ski Rental Guy (épisode 3)
- Kodjo Akolor (sv) : Chuck (épisodes 5 et 6)
- Anki Larsson (sv) : Britt (épisodes 5 et 7)
- Malin Arvidsson (sv) : Clerk at Clothes Store (épisode 5)
- Henrik Johansson (sv) : Karl (épisodes 6, 7 et 9)
- Jennie Silfverhjelm (sv) : Sofia (épisodes 6, 7 et 9)
- Niklas Engdahl (sv) : Police Officer (épisode 6)
- Shebly Niavarani (sv) : Police Officer (épisode 6)
- Emma Peters (en) : Therapist (épisode 8)
- Rikard Ulvshammar (sv) : Interviewer (épisode 8)
- Ola Norén (sv) : Store Manager (épisode 8)
- Jessica Liedberg (sv) : Priest (épisodes 9 et 10)

### Invités (dans leur propre rôle)
- Amy Poehler (8 épisodes)
- Aubrey Plaza (6 épisodes)
- Will Ferrell (saison 1, épisode 2)
- Gene Simmons (saison 1, épisode 4)
- Björn Ranelid (saison 1, épisode 7)
- Björn Ulvaeus (ABBA) (saison 1, épisode 7)
- Malin Åkerman (saison 1, épisode 8)
- Jason Priestley (saison 2, épisode 2)
- Anja Pärson (saison 2, épisode 3)
- Paul Simon (saison 2, épisode 5)
- Jack Black (saison 2, épisode 6)
- Paolo Roberto (sv) (saison 2, épisode 6)

## Production
En mai 2013, Entertainment One et la chaîne suédoise TV4 débutent la production de la série bilingue produite par Greg et Amy Poehler, légèrement basée sur la vie réelle de Greg qui a déménagé en Suède. En octobre, NBC fait l'acquisition des droits américains de la série. La version diffusée par NBC a été censurée pour les scènes de nudité pixellisés et quelques dialogues jugés obscènes ont été doublés. Le huitième épisode n'a pas été diffusé à la télévision.
Le 7 avril 2014, la série a été renouvelée pour une deuxième saison par TV4 et également le 4 août 2014 par NBC. En février 2015, Neve Campbell décroche un rôle récurrent pour quatre épisodes.
Le 28 juillet 2015, NBC annule la série après quatre épisodes et la retire de sa grille, faute d'audiences, laissant six épisodes inédits.

## Épisodes

### Première saison (2014)
1. Välkommen / Day One
2. Språket / Learn the Language
3. Lägenhet / Proving Love
4. Farthinder / Get a Job
5. Vänner / Fitting In
6. Föräldrar / Parents!
7. Lagom / Homesick
8. Förhållanden / Breakups
9. Saknad / Separate Lives
10. Återförening / Home

### Deuxième saison (2015)
Elle a été diffusée à partir du 1er avril 2015 sur TV4 et à partir du 19 juillet 2015 sur NBC.
1. Frieriet / Flash Mob
2. Ljuden / Searching for Bergman
3. Skidresa / Scrapbook
4. Svartsjuk / Parental Guidance
5. Jag Älskar Dig / American Club
6. Svensexa / Swedish Bachelor Party
7. Mr. Bajskorv / Hitting the Wall
8. Sjukskriven / Drug Deal
9. Fästman / Little Brucie
10. Bröllopet / Sexy Dancing

## Distinctions

### Récompenses
- Festival de télévision de Monte-Carlo 2015 : Meilleure série comique internationale

### Nominations
- Festival de télévision de Monte-Carlo 2015 :
  - Meilleur acteur dans une série comique pour Greg Poehler
  - Meilleure actrice dans une série comique pour Josephine Bornebusch